# Bound for Glory (2014)
Bound for Glory (2014) fue un evento pago por visión de lucha libre profesional producido por la Total Nonstop Action Wrestling (TNA), en colaboración con la promoción japonesa WRESTLE-1. Tuvo lugar el 12 de octubre de 2014 en el Pabellón Korakuen en Tokio, Japón. Fue el décimo pago por visión bajo la cronología de Bound for Glory, el segundo evento conjunto de TNA/WRESTLE-1 celebrado en Japón en 2014 (tras Kaisen: Outbreak) y el cuarto y último evento en el calendario de PPVs de la TNA en 2014.
Fue el primer Bound For Glory que no contó con una lucha por un campeonato mundial en el evento principal. También, Taz y Mike Tenay no estuvieron en vivo y en cambio hicieron comentario desde la sede de TNA en Nashville, Tennessee. Un ring tradicional de cuatro lados fue utilizado para el evento, en lugar del ring de seis lados que TNA utiliza predominantemente.

## Producción
El 25 de junio antes de grabaciones de Impact Wrestling en la ciudad de Nueva York, la presidenta de TNA Dixie Carter junto con el fundador y propietario de WRESTLE-1 y leyenda de la lucha libre japonesa The Great Muta celebraron una conferencia de prensa en el Manhattan Center para anunciar que el anual pago por visión Bound for Glory tendrá lugar en Tokio, Japón en el Pabellón Korakuen. Además, Team 3D será incluido en el Salón de la Fama de la TNA.

## Antecedentes
En junio de 2014, James Storm comenzó un programa en donde enfrentó a Sanada tras bastidores, reprendió al mentor de Sanada The Great Muta, mientras lo abofeteaba en la cara como una forma de romper su espíritu, varias semanas seguidas. En la edición del 24 de julio de 2014 de Impact Wrestling, Storm confrontaría a The Great Muta, llamándolo un fraude y proclamándose como "La Leyenda" (que en las semanas siguientes substituyó su apodo desde hace mucho tiempo de "El Cowboy"). Después de escupir cerveza en cara de Muta, Sanada hizo huir a Storm fuera del ring, antes de atacar a Muta con una silla y saludar a Storm, revelando una desconocida alianza entre ellos. La semana siguiente Storm se proclamaría como el nuevo mentor y maestro de Sanada. En las semanas siguientes, TNA emitiría viñetas de Storm teniendo una especie de culto junto a Sanada, mostrando a Storm teniéndolo atado, quebrantándolo físicamente y mentalmente y proclamando que "la revolución está llegando". El 27 de agosto en Impact Wrestling Sanada, acompañado de Storm debutó el nuevo nombre de "The Great Sanada" y un look inspirado en The Great Muta, antes de derrotar a Austin Aries con la ayuda de Storm. Esto culminará con una lucha de equipos entre The Great Sanada y su nuevo mentor James Storm contra The Great Muta y Tajiri.
TNA anunció que Samoa Joe y Havok estarían defendiendo sus Campeonatos de la División X y de Knockouts respectivamente en el evento. Sin embargo, debido a episodios ya grabados de Impact Wrestling a emitirse después del evento, ni Joe ni Havok eran en realidad los campeones al momento de Bound for Glory.

## Resultados
- Minoru Tanaka derrotó a Manik. (9:51)[3]
  - Tanaka cubrió a Manik después de un "Minoru Special".
- Ethan Carter III derrotó a Ryota Hama. (5:46)[3]
  - Carter cubrió a Hama después de un "Low Blow" y  un "One Percenter".
- MVP derrotó a Kazma Sakamoto. (9:01)[3]
  - MVP cubrió a Sakamoto después de un "Drive-By Kick".
- Samoa Joe derrotó a Low Ki y Kaz Hayashi y retuvo el Campeonato de la División X de la TNA. (10:33)[3]
  - Joe forzó a Ki a rendirse con un "Coquina Clutch".
- Novus (Jiro Kuroshio & Yusuke Kodama) derrotaron a Andy Wu & El Hijo del Pantera. (9:15)[3]
  - Kodama cubrió a Pantera después de un "Corkscrew Moonsault".
- Team 3D (Bully Ray & Devon) derrotaron a Abyss & Tommy Dreamer. (12:47)[3]
  - Devon cubrió a Dreamer después de un "3D".
- Havok derrotó a Velvet Sky y retuvo el Campeonato de Knockouts de la TNA. (6:01)[3]
  - Havok forzó a Sky a rendirse con un "Bearhug".
- The Great Muta & Tajiri derrotaron a James Storm & The Great Sanada. (10:51)[3]
  - Muta cubrió a Sanada después de un "Shining Wizard".
  - Después de la lucha, Manik atacó a Muta y a Tajiri hasta que Team 3D llegó para salvarlos.